# Barajul Capanda
Capanda  este un baraj pe Râul Cuanza în Angola. Este folosit de hidrocentrala Capanda (capacitate: 260 MW) și reprezintă cea mai importantă sursă de electrictate pentru țară. Construcția sa a fost administrată de organismul guvernului Gamek (Gabinete pelo Aproveitamento do MEdio Kwanza) și realizată de subcontractori soviectici și brazilieni. Din costul total de 4 miliarde de dolari, mai mult de 400 milioane au fost alocați pentru reparațiile pagubelor produse de războiul civil ce a măcinat Angola între 1992 și 1999. Prima turbină de 80 MW  a fost dată în folosință în 2003.